# Phenacinae
Sous-famille
Les Phenacinae sont une sous-famille d'hémiptères de la famille des Fulgoridae.

## Dénomination
Cette sous-famille a été décrite par Hermann Haupt (d) en 1929.

## Liste des genres
Selon BioLib (23 novembre 2020) :
- genre Cerogenes Horváth, 1909
- genre Menenia Stål, 1866
- genre Phenax Germar, 1833
- genre Pterodictya Burmeister, 1835